# Harmanecká dolina
Harmanecká dolina – dolina na Słowacji pomiędzy Górami Kremnickimi na południu i Wielką Fatrą na północy. Dolina opada spod przełęczy Malý Šturec (890 m) w kierunku południowo-wschodnim. W należącej do Bańskiej Bystrzycy osadzie Uľanka łączy się z Doliną Starohorską. Dnem Doliny Harmaneckiej spływa potok Harmanec.
Doliną Harmanecką z Horehronia przez przełęcz Malý Šturec do Turca już od XV w. prowadził trakt handlowy, którym wożono bogata w srebro miedź aż do Krakowa. Obecnie prowadzi nią nowa droga krajowa nr 14. Poprowadzono ją zboczami Gór Kremnickich blisko dna doliny. W wielu miejscach droga ta ma postać półki wyrąbanej w skałach. Doliną poprowadzono także linię kolejową nr 170 Vrútky – Bańska Bystrzyca. Przebija się ona przez Góry Kremnickie Tunelem Czremoszniańskim o długości 4697 m. Jest to najdłuższy tunel kolejowy na Słowacji.
Dolina ma kilka bocznych odgałęzień. Po orograficznie lewej stronie są to: Zalámaná dolina, Túfna, Rakytov i Bystrická dolina, po prawej: Dolna Prašnica, dolina Čiernego potoku, Cenovo i dolina Kosiarskiego potoku. Spływają nimi potoki zasilające potok Harmanec. Na potokach tych znajdują się liczne wodospady, niektóre bardzo wysokie. W dolinie znajduje się wiele jaskiń. Jedną z nich udostępniono turystycznie. Jest to Jaskinia Harmaniecka w pobliżu parkingu przy drodze nr 14.
Lewe zbocza doliny znajdują się w obrębie Parku Narodowego Wielka Fatra. Dolina jest prawie całkowicie porośnięta lasem. W wielu miejscach jest to las pierwotny ze skalnymi odsłonięciami. W górnej części doliny rośnie duże skupisko cisa pospolitego, jedno z największych w całej Europie. Utworzono tu rezerwat przyrody Harmanecká tisina. Dzika i niezamieszkana przez ludzi Harmanecká dolina jest siedliskiem życia wielu gatunków zwierząt, m.in. stale bytują w niej niedźwiedzie.
W dolnej części doliny znajduje się osada Horný Harmanec oraz wsie Dolný Harmanec i Harmanec. Na potoku Harmanec istniała elektrownia wodna Boboty, Dolný Harmanec. Obecnie jest ona atrakcją turystyczną jako vodný žľab Harmanec. Pozostały po niej śluzy na potoku, budynek elektrowni i wymontowana z niej turbina wodna. Obok nieczynnej elektrowni prowadzi żółto znakowana ścieżka dydaktyczna z tablicami informacyjnymi. Przy ścieżce tej znajduje się także mokradło o głębokości 0,5 m. Dawniej był to stawek, obecnie zarastający roślinami wodnymi. Żyją w nim 3 gatunki traszek: traszka alpejska, traszka karpacka i traszka zwyczajna, a na wiosnę jaja składają salamandra plamista, żaba trawna i ropucha szara.
Doliną poprowadzono dwa szlaki turystyczne.

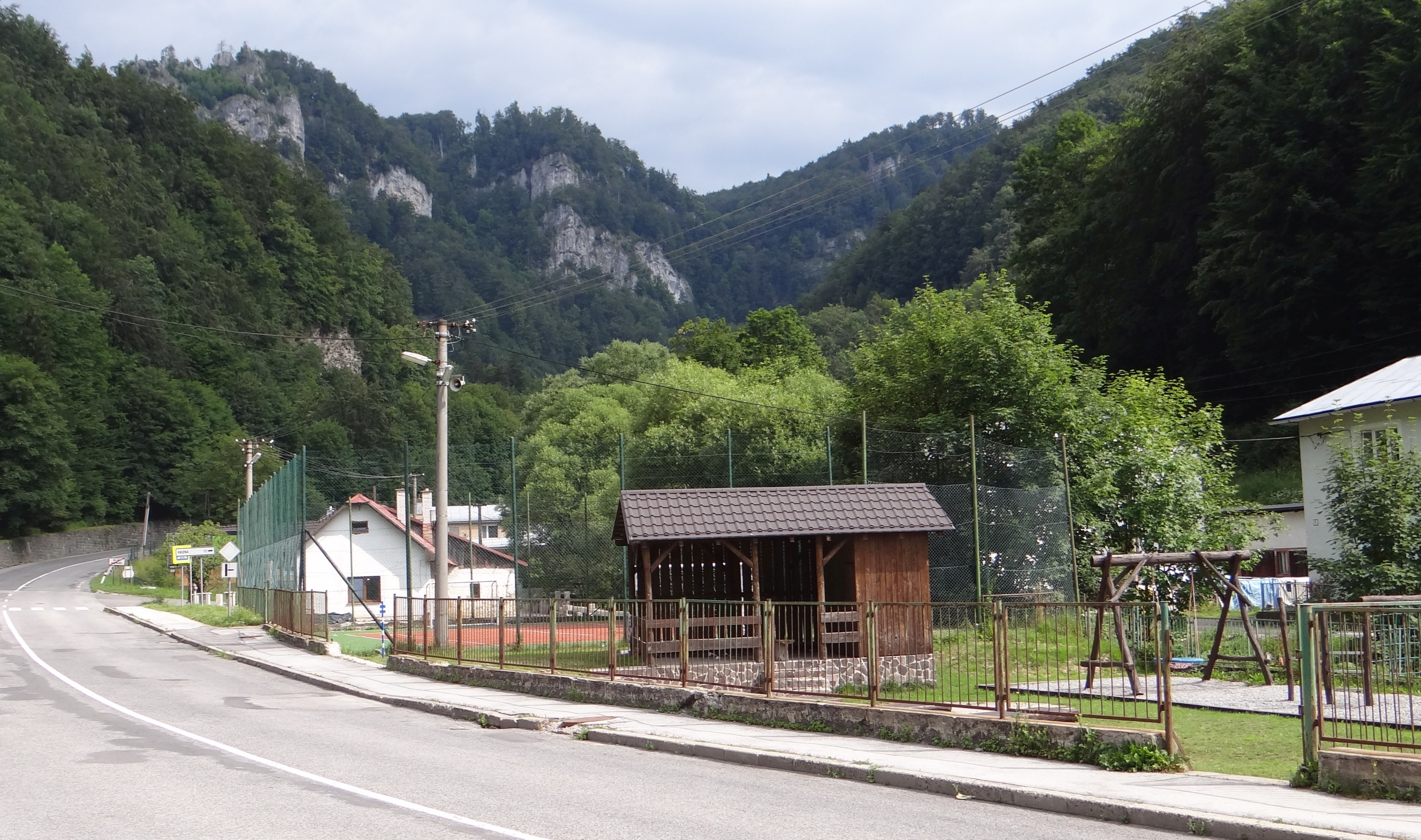
Harmanecká dolina poniżej ujścia Rakytova
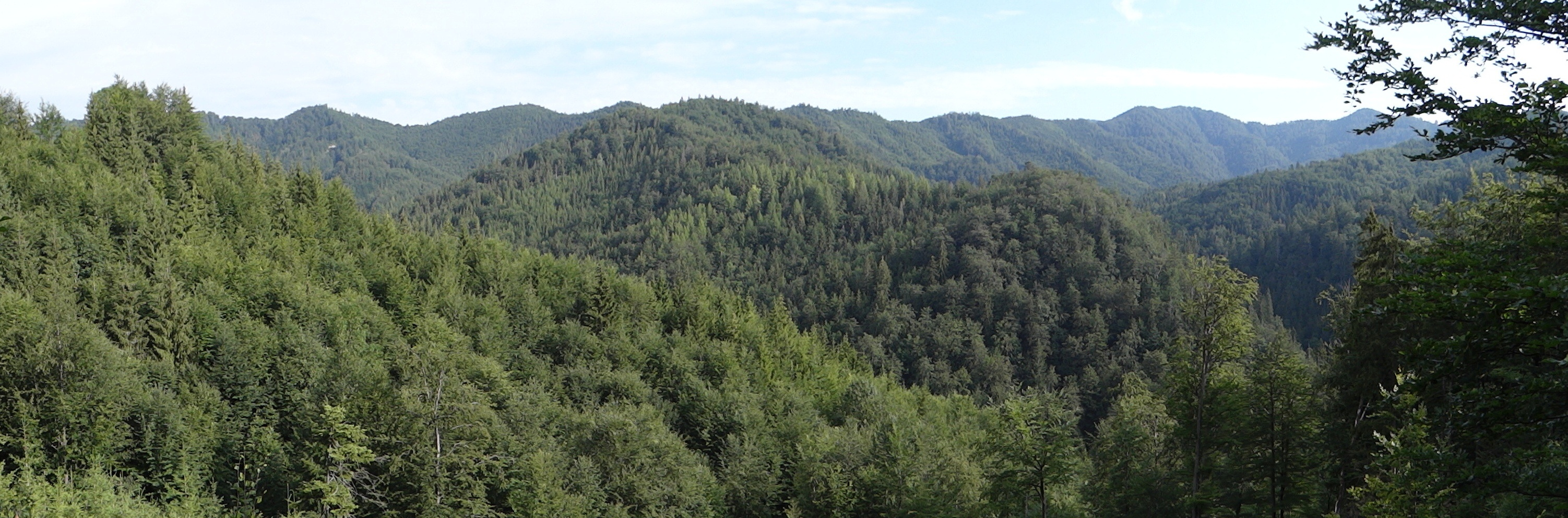
Górna część Harmaneckiej doliny
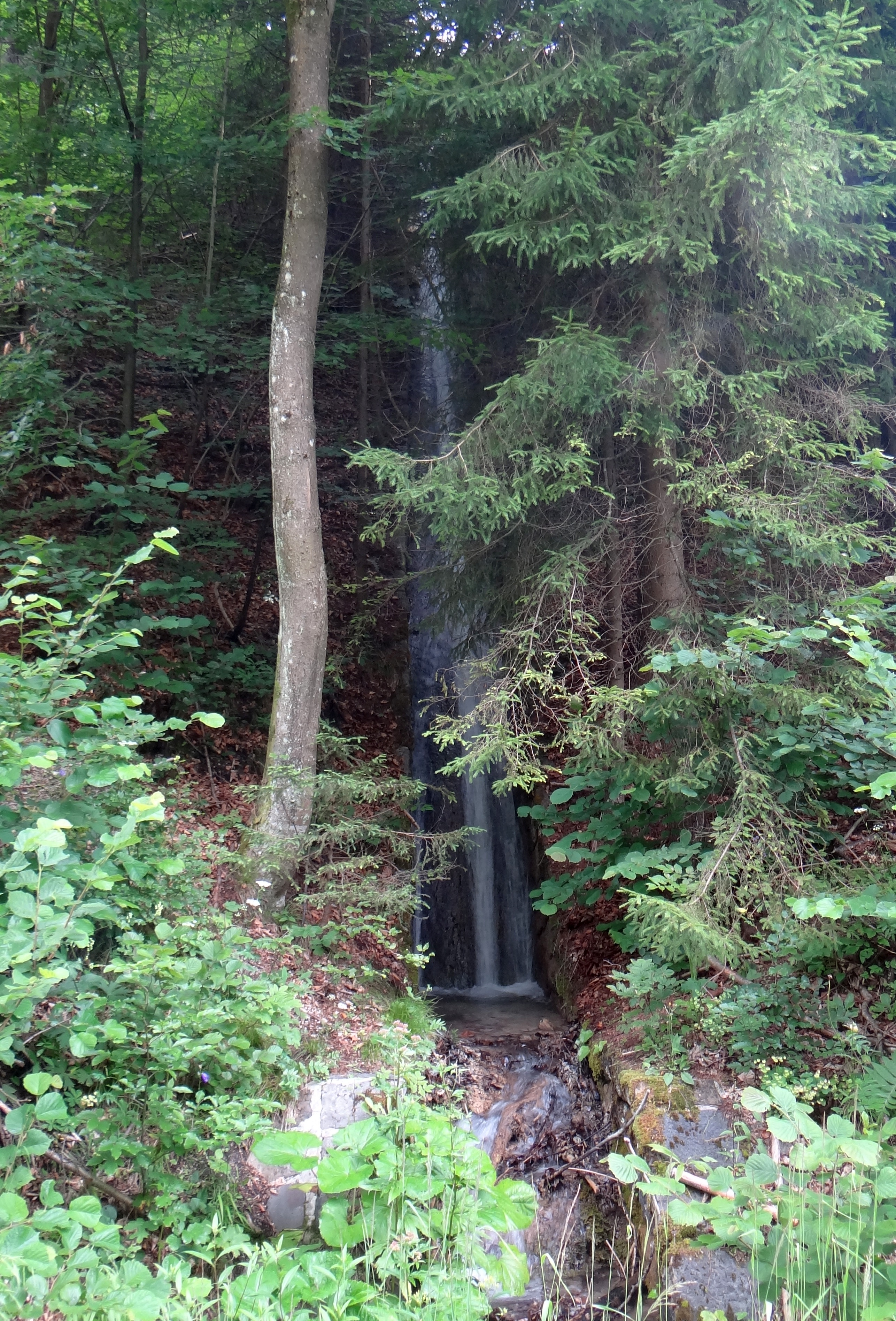
Jeden z wodospadów
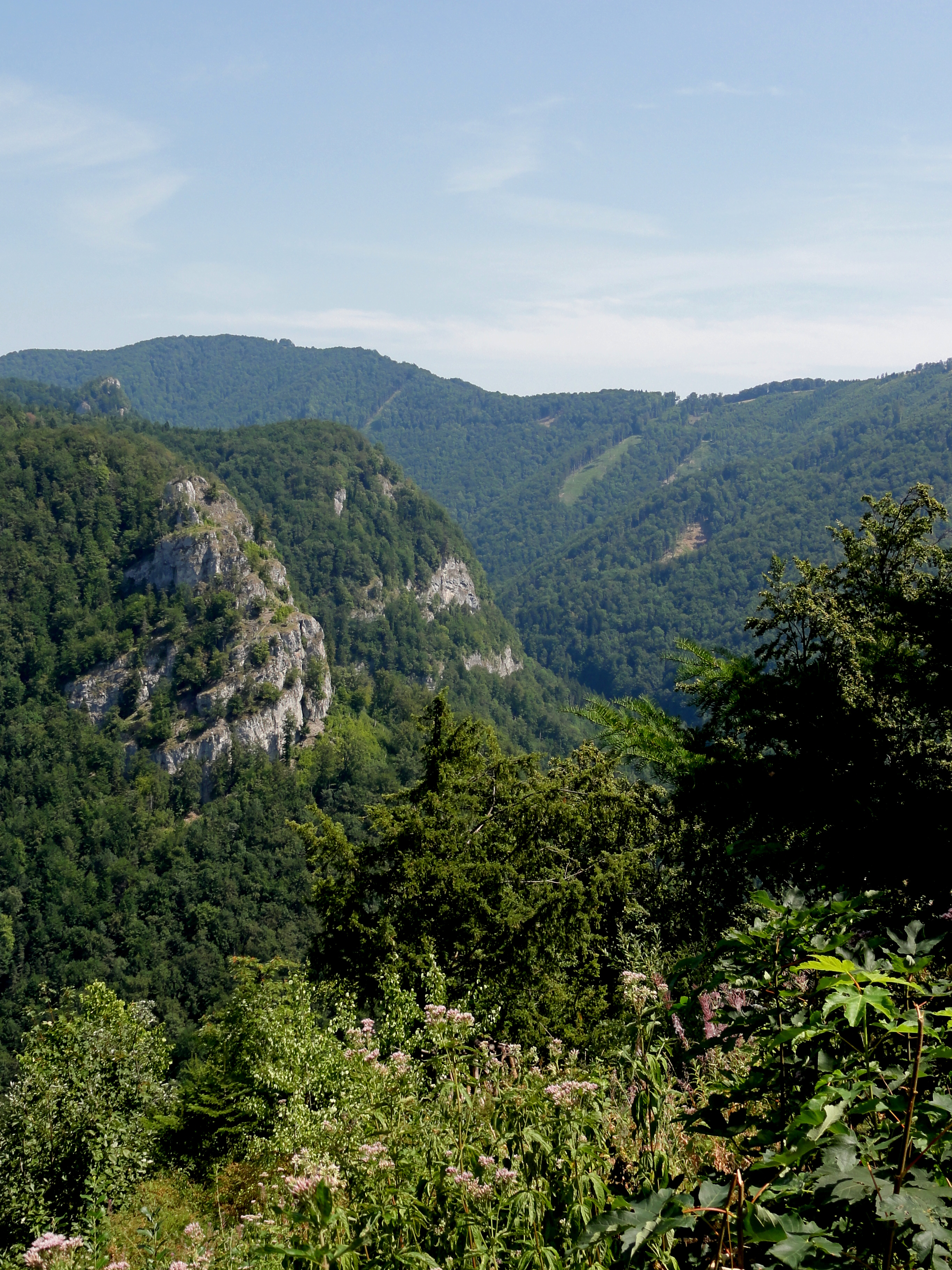
Harmanecká dolina
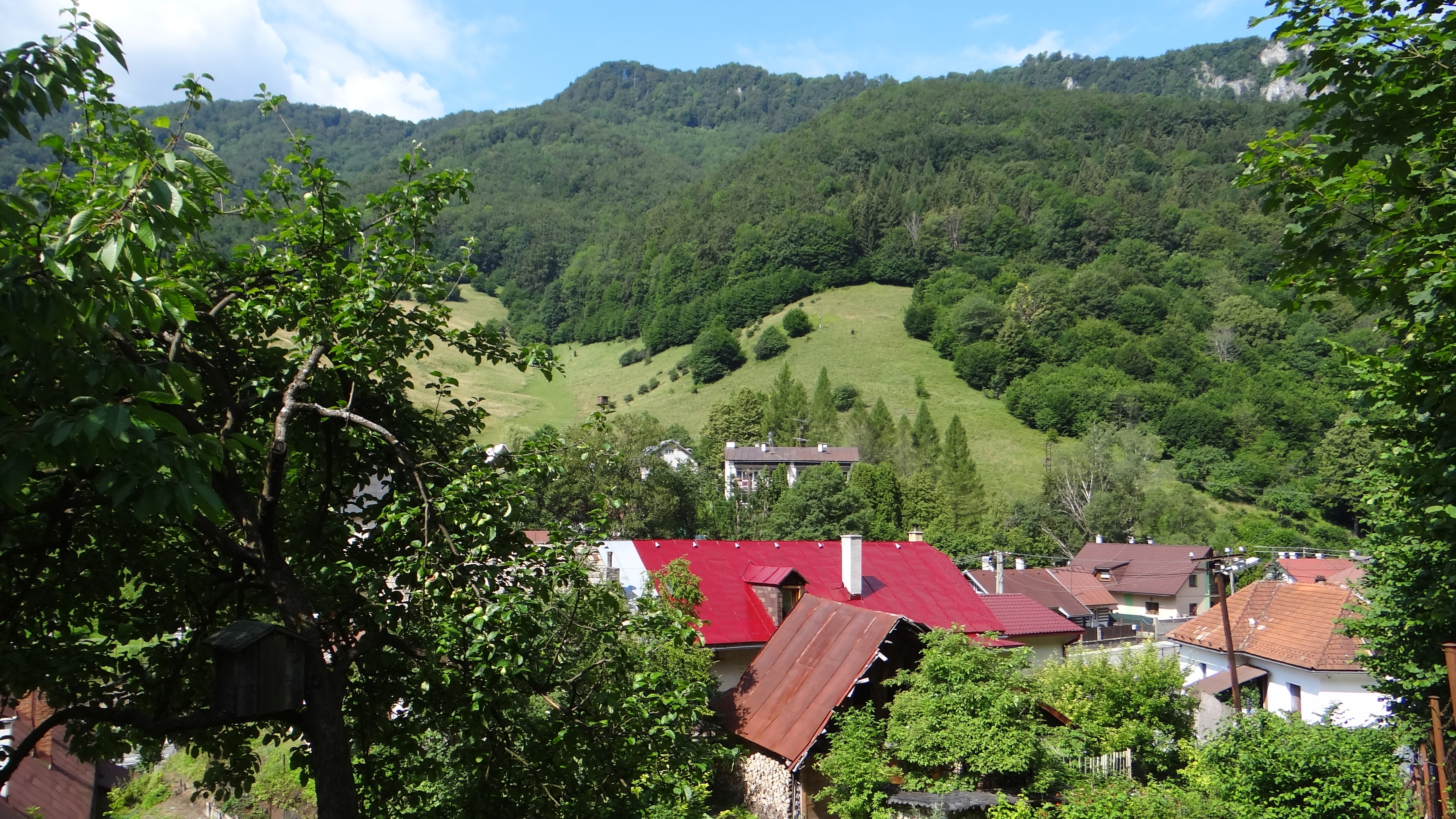
Dolný Harmanec
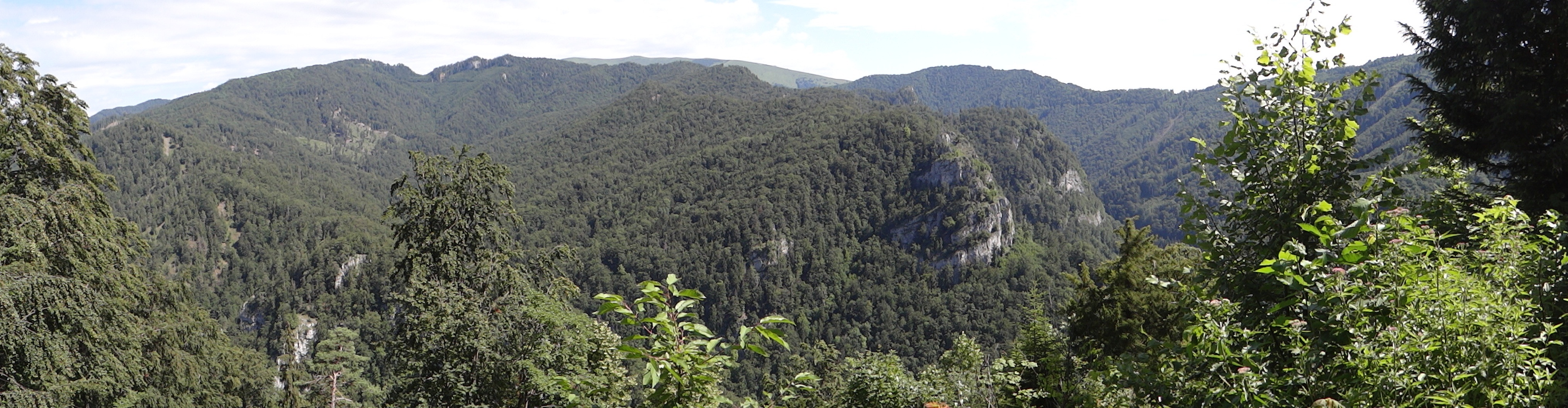
Środkowa część doliny

## Szlaki turystyczne
Dolný Harmanec – Horný Harmanec – Čremošniansky tunel – Túfna – Krásny kopec, rázcestie. Odległość 7,5 km, suma podejść 685 m, suma zejść 60 m, czas przejścia 2:40 h, z powrotem 2:05 h
 vodný žľab Harmanec (odcinek Harmaneckiej doliny)